# Volksstimme (1945–1946)
Die Volksstimme war das Organ der SPD für Mecklenburg-Vorpommern von 1945 bis 1946.

## Geschichte
Am 10. September 1945 erschien die erste Ausgabe der Volksstimme. Organ der Sozialdemokratischen Partei Deutschlands. Sie wurde zunächst zweimal wöchentlich in Schwerin herausgegeben. Verantwortlicher Redakteur war Carl Moltmann. Es gab eine Regionalausgabe für Wismar. Später erschien sie dreimal wöchentlich.
Seit dem 27. Januar 1946 hieß sie Volksstimme. Tageszeitung der Sozialdemokratischen Partei Deutschlands Mecklenburg-Vorpommern und wurde täglich herausgegeben.
Am 9. April 1946 erschien die letzte Ausgabe. Seit dem 10. April 1946 gab es die Landes-Zeitung als Organ der SED, in der die ehemalige Redaktion der KPD-Zeitung Volkszeitung maßgeblich beteiligt war. Diese heißt seit 1952 Schweriner Volkszeitung und besteht bis in die Gegenwart.